# シコルスキー S-64
シコルスキー S-64
エバーグリーン・ヘリコプターズ社のS-64E
- 用途：輸送ヘリコプター
- 製造者：シコルスキー、エリクソン・エアクレーン
- 運用者：エリクソン・エアクレーン
- 初飛行：1962年5月9日

シコルスキー S-64 スカイクレーン（Sikorsky S-64 Skycrane）は、アメリカ合衆国のシコルスキー社で開発されたアメリカ陸軍のCH-54 タルヘの民間向けモデルの双発クレーンヘリコプターである。現在はS-64 エアクレーンがエリクソン・エアクレーン社で生産されている。

## 開発

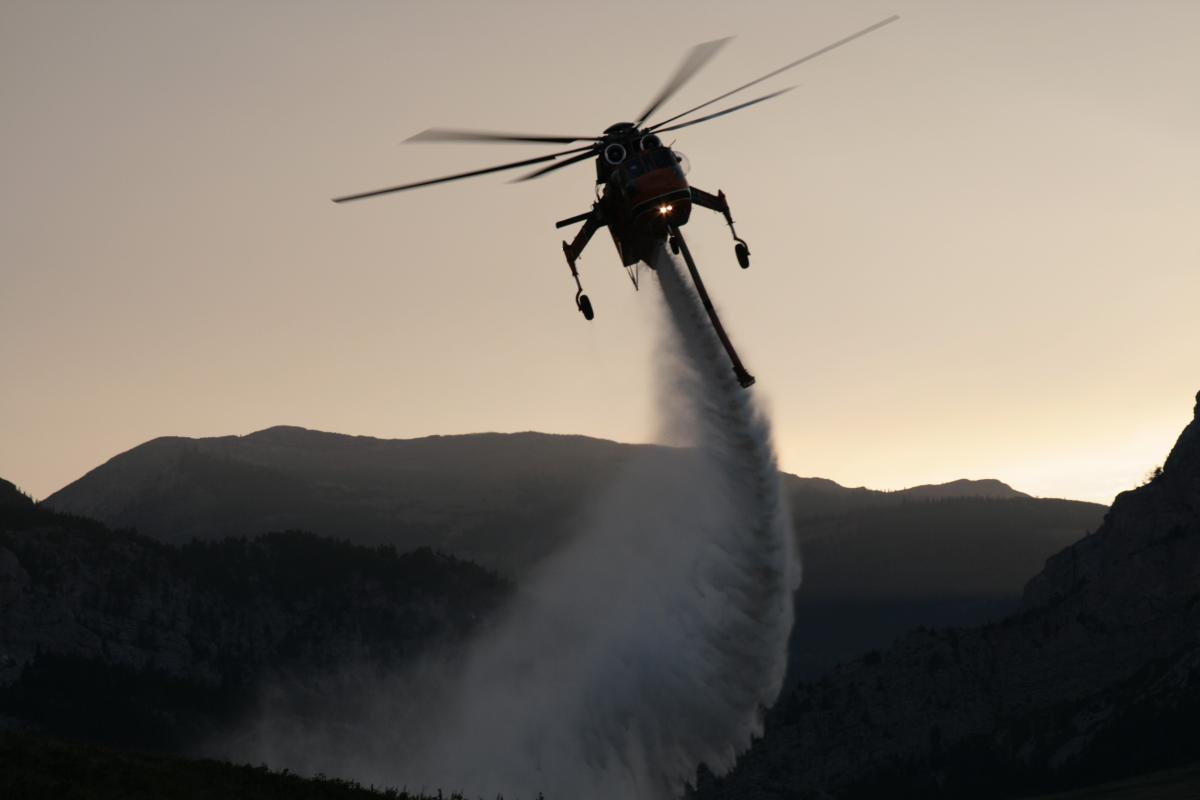
水を投下するS-64

### シコルスキー時代
S-64は、「空飛ぶクレーン」の試作機S-60の拡大版として設計された。S-64は、4,050shp（3,020kW）のJFTD-12A ターボシャフトエンジンで6枚のメインブレードを駆動しており、1962年5月9日の初飛行に続き、西ドイツ陸軍での評価のために2機が製造された。西ドイツは発注しなかったが、アメリカ陸軍が6機のS-64Aを発注した（名称はCH-54A タルヘ）。少数のS-64Aと派生型のS-64Eがシコルスキー社により民間市場向けに製造された。

### エリクソン時代

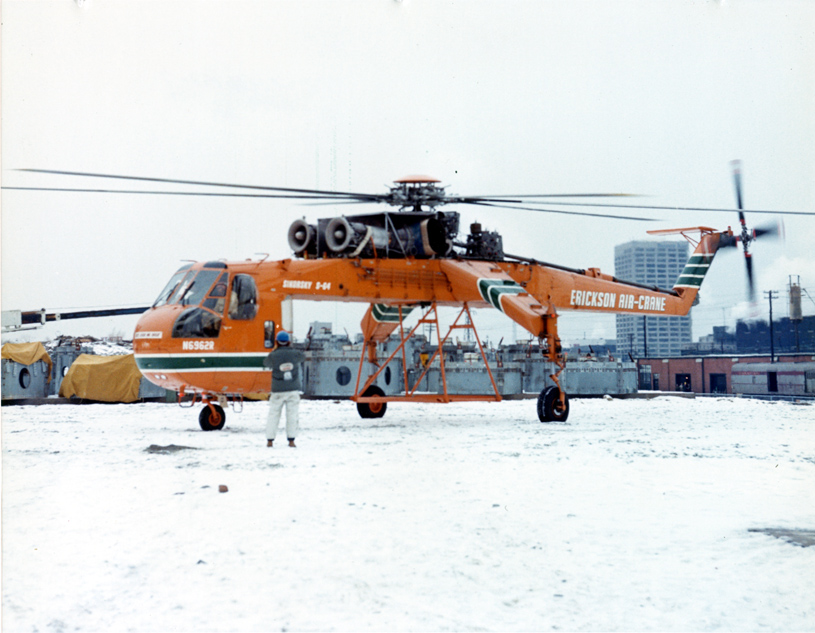
エリクソン・エアクレーン社のS-64

元々はシコルスキー社の製品であったが、1992年にエリクソン・エアクレーン社が型式証明と製造権を購入した。
その時からエリクソン・エアクレーン社がS-64の製造者かつ世界最大の運用者になり、機体・計器類の1,350箇所以上を変更してペイロードを引き上げた。貨物用以外にも派生型として森林火災用の消防機S-64Eを製造し、イタリアの森林警備隊や韓国の山林庁などに採用された。また、アメリカ軍が20トン水上基地の要求に合致する新エンジンを搭載したエアクレーンを再導入できるように既存のCH-54 タルヘを再生すると同様に新たなS-64も製造している。エリクソン・エアクレーン社では販売以外にもパイロットと機体の貸し出しも行っている。
エリクソン・エアクレーン社には各々のS-64に固有の名前を付ける伝統があり、最も有名なのはエルビス（Elvis）である。シラー・ブラザースの様なほかの運用会社もこれに倣い、自社のS-64Eに"Andy's Pride"と名付けた。S-64E オルガ（Olga）は、カナダ、トロントのCNタワーの頂部を設置する際に使用された。

## 派生型

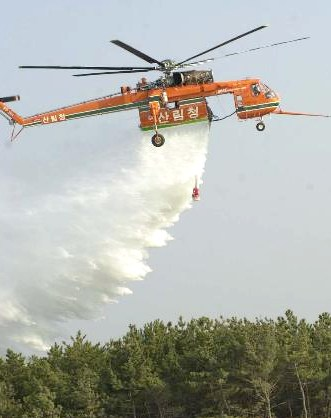
韓国山林庁のS-64E

イタリア森林警備隊のS-64F

### シコルスキー スカイクレーン
S-64
双発の重量物運搬ヘリコプター。
S-64A
アメリカ陸軍向けの6機のテストと評価用モデル。

### エリクソン・エアクレーン
エリクソン・エアクレーンでは、より貨物の吊り下げに特化した改造を施している。
前の操縦席からは直下が見えにくいため、操縦席の後方にある後方監視席から操縦できるようになっており、貨物の上げ下ろし時に微調整が可能となった。後部操縦席には張り出しキャノピーを追加し、180度の視界を有する。直下の視界を確保するため、操縦桿はフライ・バイ・ワイヤによるサイドスティックとなっている。
S-64E
CH-54A タルヘに10,000リットル入りの消火剤タンクを取り付けた消防機。
S-64F
イタリア森林警備隊向けの消防機。
CH-54Bのエンジンをプラット・アンド・ホイットニー JFTD12-5Aに換装。

## 運用
アメリカ合衆国
- エリクソン・エアクレーン

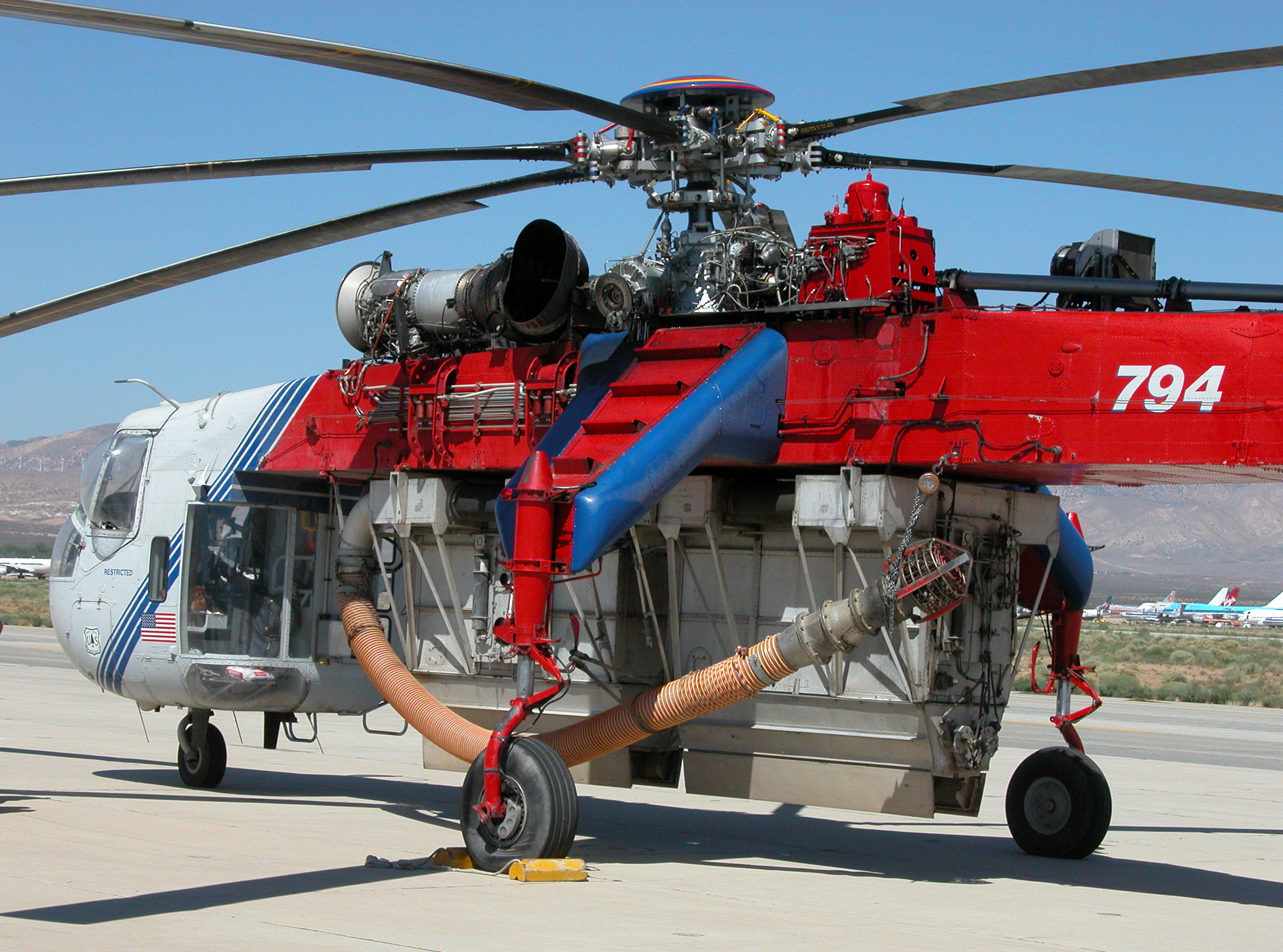
消火機器（CH-54A）

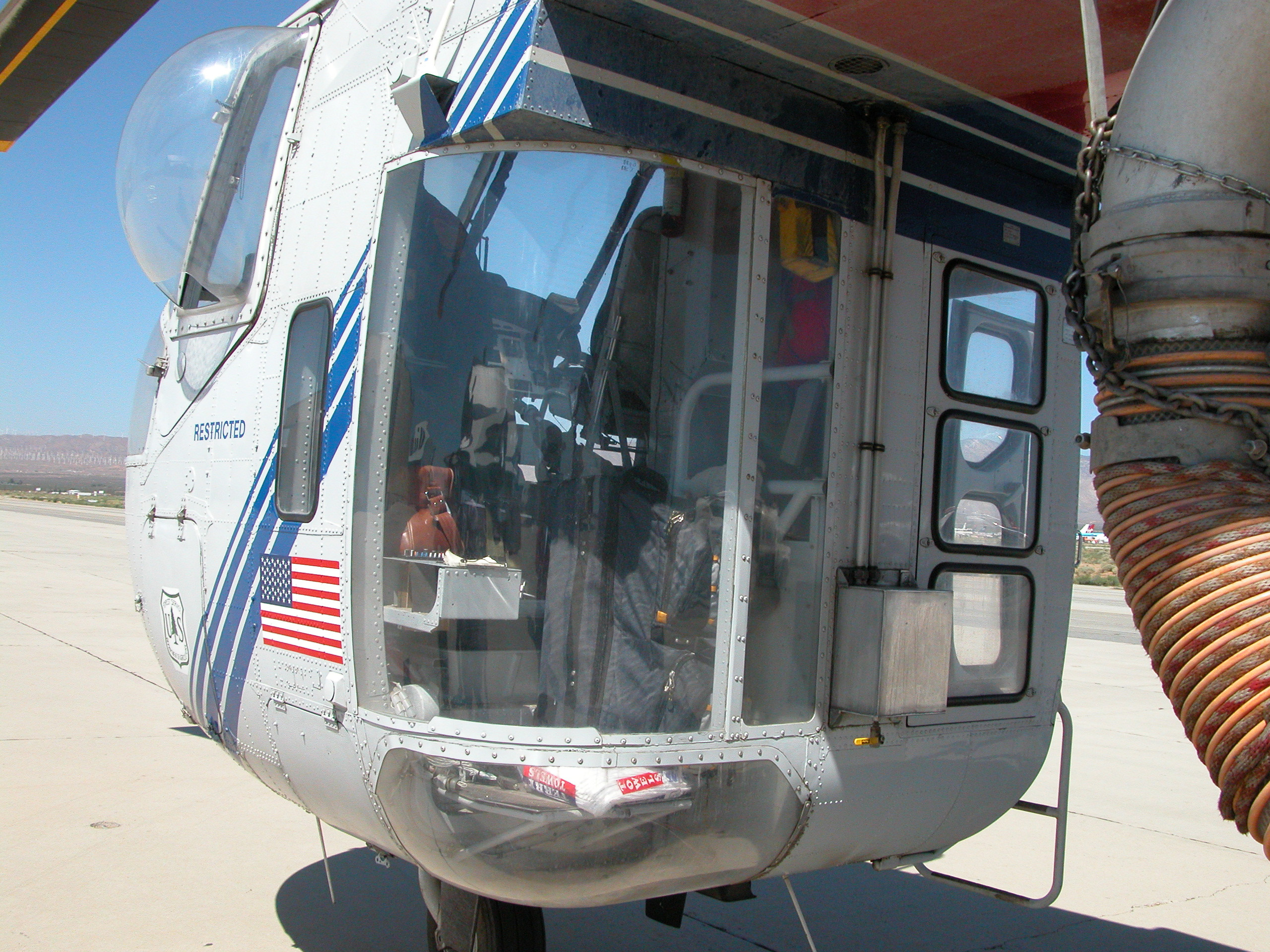
後部監視席（CH-54A）

- エバーグリーン・ヘリコプターズ - S-64Eを1機。
- ヘリコプター輸送サービス - CH-54AとCH-54B。
- シラー・ブラザース カリフォルニア州ユバシティ - S-64Eを2機。

 カナダ
- カナディアン・エアクレーン ブリティッシュコロンビア州 - S-64Eを1機、S-64Fを1機。

 イタリア
- 森林警備隊 - S-64Fを4機。

 韓国
- 山林庁 - S-64Eを4機[1]。

### 以前の運用
アメリカ合衆国
- コロンビア・ヘリコプターズ[2]

## 事故
- ジプシー・レディ - 2006年遅くにカリフォルニア州ローズバレーに墜落[3][4]。修復され再就役。
- シャーリー・ジーン - 2007年4月26日にイタリアで墜落[5]。機体は焼失した[6]。
- オーロラ - 前の所有者のコロンビア・ヘリコプターズ社の拠点であるオーロラ空港に因んで命名[2]。2004年8月26日、飛行中の事故により登録抹消[7]。

## 性能・主要諸元
（S-64E）The International Directory of Civil Aircraft 
- 乗員：3名（操縦士、副操縦士、後方操縦士兼監視員）
- 搭乗員：5名まで
- 搭載量：9,072kg（20,000lb）
- 全長：21.41m（胴体）（70ft 3in）
- 全高：5.67m（18ft 7in）
- 主回転翼直径：21.95m（72ft 0in）
- 円盤面積：378.1m²（4,070ft²）
- 空虚重量：8,724kg（19,234lb）
- 最大離陸重量：19,050kg（42,000lb）
- 発動機：2×プラット・アンド・ホイットニー JFTD12-4A（T73-P-1） ターボシャフトエンジン、4,500shp（3,555kW）
- 超過禁止速度：203km/h（126mph、109knots）
- 航続距離：370km（230mi、200NM）最大燃料と予備燃料
- 巡航高度：2,743m（9,000ft）
- 上昇率：6.75m/s（1,330ft/min）

## 登場作品

### アニメ
『ポケットモンスター ベストウイッシュ』
ロケット団の装備として登場。CH-54 タルヘに装備されたものと類似したモジュールを装備している。
『ポケットモンスター THE ORIGIN』
ロケット団の装備として登場。外見は『ベストウイッシュ』に登場したものに準じている。

### ゲーム
『Just Cause 2』
「H-62 Quapaw」の名称で本機とUH-1が混ざった外見の輸送ヘリコプターが登場する。
『グランド・セフト・オートシリーズ』
『GTA:TBoGT』
本機がモデルとなった「スカイリフト」というヘリコプターが、2つのミッションにのみ登場する。
『GTAV』
上記と同じく「スカイリフト」の名称で登場。

### 映画
『ソードフィッシュ』
劇中でバスを吊り運ぶ